# Кардинале, Клаудия
Кла́удия Кардина́ле (итал. Claudia Cardinale; имя при рождении — Клод Жозефин Роз Кардинале (итал. Claude Josephine Rose Cardinale); 15 апреля 1938, Ла Гулетт, Тунис) — итальянская киноактриса.
В 2011 году включена в список пятидесяти самых красивых женщин в истории кино журналом Los Angeles Times.

## Биография
Родилась в Тунисе. Мать, Иоланда Греко, была сицилийкой родом из Трапани, отец — итальянец. Родным её языком был французский, так что ещё во время съёмок в «Леопарде» Лукино Висконти Клаудия Кардинале была вынуждена заучивать свои реплики на слух.
Еще в 1952 снялась в документальном фильме Рене Вотье для приезжающих в Тунис туристов «Золотые кольца». В 1957 году была признана на конкурсе самой красивой итальянкой Туниса. В 1958 году побывала на Венецианском кинофестивале как зритель. Именно там её и заметил продюсер Франко Кристальди и предложил долгосрочный контракт со своей продюсерской компанией Vides. В том же 1958 году дебютировала в фильме Марио Моничелли «Обычные незнакомцы», где играла несложную роль простой девчонки из Сицилии.
Актриса снялась в более чем 120 кинокартинах и сериалах. Ее партнерами на съемочной площадке были, в числе прочих, Марчелло Мастрояни, Генри Фонда, Марлон Брандо, Ален Делон, Джереми Айронс, Берт Ланкастер.
Снималась в фильмах знаменитых итальянских режиссёров Лукино Висконти и Федерико Феллини.
С конца 1980-х живёт в Париже.
Написала в соавторстве с Анной-Марией Мори и в 1996 году издала книгу «Я, Клаудия, ты, Клаудия» (в русском переводе — «Мне повезло»).
Написала в соавторстве и в 2006 году издала книгу «Le stelle della mia vita» («Звёзды моей жизни»)
С марта 2000 года является Послом Доброй воли ЮНЕСКО по правам женщин. Владеет французским, итальянским, испанским, английским и арабским языками. 

## Семья
В 17 лет была изнасилована в Тунисе французом. Кардинале очень хотела ребёнка и потому сохранила беременность. Так появился внебрачный ребёнок — сын Патрицио. Продюсеры запрещали сообщать об этом публике, и Кардинале была вынуждена говорить, что это её младший брат.
В 1966—1975 годах была замужем за кинопродюсером Франко Кристальди.
В 1975 году вышла замуж за режиссёра Паскуале Скуитьери (1938—2017), в браке родилась дочь Клаудия.

## Избранная фильмография
| Год  |     | Русское название                                | Оригинальное название                                                | Роль                              |
| ---- | --- | ----------------------------------------------- | -------------------------------------------------------------------- | --------------------------------- |
| 1958 | ф   | Злоумышленники, как всегда, остались неизвестны | I soliti ignoti                                                      | Кармелина Никозия                 |
| 1959 | ф   | Проклятая путаница                              | Un maledetto imbroglio                                               | Ассунтина                         |
| 1959 | ф   | Дерзкий налёт неизвестных злоумышленников       | Audace colpo dei soliti ignoti                                       | Кармелина Никозия                 |
| 1960 | ф   | Аустерлиц                                       | Austerlitz                                                           | Полина Бонапарт                   |
| 1960 | ф   | Рокко и его братья                              | Rocco e i suoi fratelli                                              | Джинетта                          |
| 1961 | ф   | Бездорожье                                      | La viaccia                                                           | Бьянка                            |
| 1961 | ф   | Девушка с чемоданом                             | La ragazza con la valigia                                            | Аида Дзеппони                     |
| 1962 | ф   | Картуш                                          | Cartouche                                                            | Венера                            |
| 1963 | ф   | Розовая пантера                                 | The Pink Panthera                                                    | принцесса Дала                    |
| 1963 | ф   | Восемь с половиной                              | 8½                                                                   | Клаудия                           |
| 1964 | ф   | Великолепный рогоносец                          | Il magnifico cornuto                                                 | Мария Грациа                      |
| 1963 | ф   | Леопард                                         | Il Gattopardo                                                        | Анджелика Седара / донна Бастиана |
| 1965 | ф   | Туманные звёзды Большой Медведицы               | Vaghe stelle dell'Orsa                                               | Сандра                            |
| 1966 | ф   | Пропавший отряд                                 | Lost Command                                                         | Айша                              |
| 1966 | ф   | Профессионалы                                   | The Professionals                                                    | миссис Мария Грант                |
| 1967 | ф   | Не гони волну                                   | Don't Make Waves                                                     | Лаура Калифатти                   |
| 1968 | ф   | Однажды на Диком Западе                         | C’era una volta il West                                              | Джилл Макбейн                     |
| 1968 | ф   | День совы                                       | Il Giorno della civetta                                              | Роза Николози                     |
| 1969 | ф   | Красная палатка                                 | La tenda rossa / The Red Tent                                        | Валерия                           |
| 1971 | ф   | Нефтедобытчицы                                  | Les petroleuses                                                      | Мария Сарацин                     |
| 1972 | ф   | Аудиенция                                       | L'udienza                                                            | Айше                              |
| 1972 | ф   | Клан марсельцев                                 | Il clan dei marsigliesi                                              | Джорджия Саратов                  |
| 1973 | ф   | День ярости                                     | Il giorno del furore                                                 | Аня                               |
| 1974 | тф  | Семейный портрет в интерьере                    | Gruppo di famiglia in un interno                                     | жена                              |
| 1977 | мтф | Иисус из Назарета                               | Gesù di Nazareth                                                     | грешница                          |
| 1979 | ф   | Бегство к Афине                                 | Escape to Athena                                                     | Элеана                            |
| 1975 | ф   | В полночь происходят самые сладкие удовольствия | A mezzanotte va la ronda del piacere                                 | Габриэлла Сансони                 |
| 1976 | ф   | Всеобщее чувство стыда                          | Il comune senso del pudore                                           | Армида Балларин                   |
| 1981 | ф   | Кожа                                            | La pelle                                                             | принцесса Консуэлла Караччоло     |
| 1981 | ф   | Саламандра                                      | La salamandra / The Salamander                                       | Элена Лепорелло                   |
| 1982 | ф   | Фицкарральдо                                    | Fitzcarraldo                                                         | Молли                             |
| 1982 | ф   | Подарок                                         | Le cadeau                                                            | Aнтонелла Дюфур                   |
| 1983 | тф  | Принцесса Дэйзи                                 | Princess Daisy                                                       | Анабель де Фордемон Валенски      |
| 1987 | ф   | Влюблённый мужчина                              | Un homme amoureux                                                    | Джулия Штайнер                    |
| 1989 | ф   | Французская революция                           | La Révolution française                                              | мадам де Полиньяк                 |
| 1990 | ф   | Битва трёх королей                              | La battaglia dei tre tamburi di fuoco / La batalla de los tres reyes | Роксолана                         |
| 1991 | ф   | Майрик                                          | Mayrig                                                               | Майрик                            |
| 1995 | ф   | 10-07: Дело Зевса                               | 10-07: L'affaire Zeus                                                | агент                             |
| 1997 | ф   | Пустыня в огне                                  | Deserto di fuoco                                                     | Лейла                             |
| 1999 | ф   | Бандиты                                         | Li chiamarono... briganti!                                           | Ассунта                           |
| 2002 | ф   | А теперь, дамы и господа                        | And Now... Ladies & Gentlemen                                        | мадам Фальконетти                 |
| 2009 | ф   | След нашей тоски                                | Le fil                                                               | мать                              |
| 2012 | ф   | Художник и его модель                           | L'artiste et son modèle                                              | Леа                               |
| 2014 | ф   | Эффи                                            | Effie Gray                                                           | виконтесса                        |
| 2015 | ф   | Римские свидания                                | All Roads Lead to Rome                                               | Кармен                            |

## Награды
- Великий офицер ордена Почётного легиона (14 июля 2019 года)[7][9]
- Кавалер Большого креста ордена «За заслуги перед Итальянской Республикой» (2 июня 2018 года)[10]
- Премия «Золотой орёл» «За вклад в мировой кинематограф» (2011 год, Россия)[11]
- Премия имени Параджанова «За вклад в мировой кинематограф» (2010 год, Армения, Ереванский кинофестиваль «Золотой абрикос»)[12]
- Командор ордена Почётного легиона (3 июля 2008 года, Франция)[13]
- Командор Ордена «За заслуги» (15 ноября 2004 года)[14]
- Великий офицер ордена «За заслуги перед Итальянской Республикой» (1 июня 2002 года)[15]
- Почетная награда «Золотой медведь» за достижения в области кинематографа (2002 год, Германия, Берлинский кинофестиваль)[5]
- Офицер ордена Почётного легиона (10 апреля 1997 года, Франция)[13]
- Командор ордена «За заслуги перед Итальянской Республикой» (2 июня 1995 года)[16]
- Командор ордена искусств и литературы (1992 год, Франция)[17]
- Кавалер ордена Почётного легиона (Франция)

## Документальные фильмы
- 2008 — Я — Клаудиа… История одной итальянки / Io, Claudia… (реж. Паскуале Скуитьери / Pasquale Squitieri)

### на итальянском языке
- Cardinale, Claudia; Mori, Anna Maria, Io, Claudia. Tu, Claudia Frassinelli, 1995, ISBN 978-88-7684-337-2
- Cardinale, Claudia; Georget, Danièle Le stelle della mia vita, Casale Monferrato, Edizioni Piemme, 2006, ISBN 88-384-8646-8

- Gian Piero Brunetta, Storia del cinema italiano. Volume quarto: Dal miracolo economico agli anni novanta 1960-1993, Roma, Editori Riuniti, 1993, ISBN 88-359-3788-4.
- Simona Previti, Claudia Cardinale, Edizioni L'Epos, Clana La carrozza d'oro, 2011. ISBN 978-88-8302-381-1
- Alberto Moravia, Claudia Cardinale. Dialogo e fotografie, Ghibli, 2015. ISBN 978-8868010676
- Frédéric Schiffter, Dolce Claudia, suivi de Eloge de la starlette, Francia, Archivio Graziano Arici, 2014. ISBN 979-1090294127
- Bruno Vespa, Bellissime! Le donne dei sogni italiani dagli anni '50 a oggi, Roma, Rai Libri, 2020. ISBN 978-88-397-1799-3
- Gigi Marzullo, La vita è un sogno, Roma, Rai Libri, 2022. ISBN 9788839718365
- Cristina Jandelli, Tre studi su Claudia Cardinale, Venezia, Marsilio, 2022. ISBN 9788829715961
- Francesco Piccolo, La bella confusione, Roma, Giulio Einaudi Editore, 2023. ISBN 9788806231538

### на французском языке
- Moravia, Alberto, Claudia Cardinale, Flammarion, Paris 2010, 96 pages, ISBN 978-2-0812-4009-4